# Dicliptera alternans
Espèce
Statut de conservation UICN

 VU B2ab(iii) : Vulnérable
Dicliptera alternans Lindau est une espèce de plantes à fleurs de la famille des Acanthaceae et du genre Dicliptera, présente en Afrique tropicale.

## Distribution
Quoique répandue, elle n'a été observée que sur un nombre limité de sites : au Cameroun (Buéa, Mundame, Nkolbisson), en Guinée équatoriale (Bioko), en République du Congo, en République démocratique du Congo et dans l'ouest de l'Ouganda.